# جندر، حمص
جندر (به عربی: جندر) یک روستا در سوریه است که در استان حمص واقع شده‌است. جندر ۳٬۴۲۳ نفر جمعیت دارد.